# Влах, Ирина Фёдоровна
Ири́на Фёдоровна Влах (рум. Irina Vlah, гаг. İrina Vlah; род. 26 февраля 1974, Комрат, Молдавская ССР, СССР) — молдавский политический и государственный деятель. Председатель «Платформы Молдова». В прошлом — башкан (глава) АТО Гагаузия в Республике Молдова и член Правительства Республики Молдова по должности (2015—2023), депутат Парламента Республики Молдова (2005—2015).
Кандидат на пост президента Республики Молдова на выборах 2024 года.

## Биография
Родилась 26 февраля 1974 года в Комрате Молдавской ССР, в семье служащих — этнического гагауза и болгарки.

### Образование
С 1991 по 1996 годы обучалась в Комратском государственном университете на юридическом факультете.
С 2001 по 2008 год проходила обучение в докторантуре при Академии наук Республики Молдова.
2008 год — защита кандидатской диссертации на тему «Современная концепция развития государственной службы в Республике Молдова». Является автором ряда научных работ и публикаций, касающихся проблематики государственного управления, укрепления межнационального мира в Республике Молдова и защиты прав русскоязычного населения.

### Профессиональная деятельность
1996—2003 год — юрист налоговой инспекции АТО Гагаузия.
2003—2005 год — начальница юридического отдела Исполнительного комитета АТО Гагаузия.

### Политическая деятельность
В 2005—2009 годах — депутат Парламента Республики Молдова V созыва, член комиссии по вопросам права, назначениям и иммунитету.
С апреля по июль 2009 года — депутат Парламента Республики Молдова VI созыва, член комиссии по вопросам права, назначениям и иммунитету.
В 2009—2010 годах — депутат Парламента Республики Молдова VII созыва, член комиссии по вопросам права, назначениям и иммунитету.
В 2010—2014 годах — депутат Парламента Республики Молдова VIII созыва, член постоянного Бюро Парламента Республики Молдова.
В 2014—2015 годах — депутат Парламента Республики Молдова IX созыва, член комиссии по правам человека и межэтническим отношениям.
С 2007 по 27 января 2015 год — руководитель районной партийной организации в Комрате, член Центрального комитета Партии коммунистов Республики Молдова (ПКРМ).
С 2010 по январь 2015 года состояла в высшем партийном органе ПКРМ — Политисполком.
3 апреля 2008 года решением Совета Межпарламентской ассамблеи Содружества независимых государств была награждена почётной грамотой за укрепление интеграционных связей между государствами-членами СНГ.
В 2010 году пробует свои силы на выборах башкана АТО Гагаузия, заручившись в первом туре поддержкой одной трети избирателей. В выборах принимали участие три конкурента. При этом разница между Ириной Влах и её ближайшим оппонентом составила чуть более 300 голосов, что во многом было обусловлено применением оппонентами административного ресурса и «чёрных» избирательных технологий.
В 2014 году выступала одним из инициаторов проведения плебисцита на территории АТО Гагаузия по вопросу вступления в Таможенный союз. По результатам плебисцита 98,4 % жителей автономии поддержали «восточный вектор» (признан неконституционным).
22 марта 2015 года при поддержке Партии социалистов Республики Молдова (ПСРМ) победила на выборах Башкана АТО Гагаузия, набрав в первом туре 51,11 %. «Вести избирательную кампанию было непросто, потому что для остальных претендентов-мужчин был всего один аргумент «против» моей кандидатуры: то, что я женщина. А за женщину в нашем регионе «никто никогда голосовать не будет».
В 2019 году была переизбрана на должность башкана (главы) Гагаузии с рекордным (более 90 %) количеством голосов.
4 марта 2021 года исключена из Высшего совета безопасности Республики Молдовы. «Это очень неожиданный сигнал. Мы не понимаем, почему было принято такое решение. Мы видим, что что-то происходит, но не можем комментировать это», — прокомментировала башкан Гагаузии решение президента страны об исключении из ВСБ. Исключение башкана Гагаузии также вызвало негативную реакцию в ряде пророссийских СМИ Республики Молдова, журналисты которых заявили о якобы возможном росте сепаратистских настроений в автономном образовании из-за «необдуманной политики» президента Майи Санду.
12 сентября 2023 года Ирина Влах презентовала в Кишинёве автобиографическую книгу «Моя профессия — политик!». На презентацию пришли экс-премьер Ион Кику, бывший генпрокурор Александр Стояногло и посол России Олег Васнецов. В книге Влах написала о своей личной и политической жизни. Отдельный акцент она сделала на внешних связях, посвятив отдельные главы России, Румынии и Европейскому союзу. Особое внимание Влах уделила рабочим взаимоотношениям с президентом Турции Реджепом Эрдоганом. Написала Влах и о взаимоотношениях с молдавскими политиками, отметив, что могла выстраивать практические взаимоотношения с любой властью, кроме PAS.
16 ноября 2023 года Ирина Влах объявила о запуске общественно-политической ассоциации «Платформа Молдова». Влах считает, что «после 18 лет карьеры в политике» она обладает необходимой компетенцией лидера, «способного объединить вокруг себя честных людей и настоящих патриотов».

## Награды
- Орден Почёта (7 марта 2019 года) — за долголетний плодотворный труд, высокую гражданскую активность и вклад в продвижение общечеловеческих ценностей[18]
- Юбилейная медаль «В память 100-летия восстановления Патриаршества в Русской Православной церкви» (1 марта 2018 года)[19].
- Золотой орден «Друг Азербайджана» (2019 год, международный журнал «Мой Азербайджан»)[20].
- Медаль «МПА СНГ. 25 лет» (27 марта 2017 года, Межпарламентская ассамблея СНГ) — за заслуги в деле развития и укрепления парламентаризма, за вклад в развитие и совершенствование правовых основ функционирования Содружества Независимых Государств, укрепление международных связей и межпарламентского сотрудничества[21]

## Труды
Ирина Влах. Международное правовое и организационное сотрудничество Республики Молдова в области государственной службы. «Конституционное развитие Республики Молдова на современном этапе», Международная научно-практическая конференция 23-24 января 2004 года в городе Бельцы, р. 220—228 (0,6 с.а).
Ирина Влах. Налоговая инспекция АТО Гагаузии: проблемы и перспективы влияния на экономическое развитие региона. «Актуальные проблемы экономического и культурного развития АТО Гагаузия», Региональная научно-практическая конференция 12 января 2004 года, р. 269—281  (0,9 с.а.).
Ирина Влах. Должностные лица в системе государственной службы и местного публичного управления. «Укрепление местного самоуправления и повышение эффективности судебной власти в процессе демократического преобразования Молдовы». Республиканская научно-практическая конференция, 9 ноября 2005 г., р. 51-65 (1.0 с.а.).
Ирина Влах. Юридическая ответственность на государственной службе в Республике Молдова. «Наука. Культура. Образование» Международная научно-теоретическая конференция, посвященная 15-летию Комратского государственного университета, 10 февраля 2006 года, р. 80-83  (0,3 с.а.).
Ирина Влах. Государственная служба в системе власти. « Academia de Administrare Publică — centru naţional de formare şi perfecţionare a personalului din serviciul public», conferinţă ştiinţifico-practică, mai 2006, р.68-71 (0,2 с.а.).
Ирина Влах. Проблемы государственной службы и её эффективность. Закон и жизнь, № 11, 2006, с. 28-3 (0,3 с.а.).
Ирина Влах. Государственная должность: о некоторых дискуссионных вопросах. Закон и жизнь, № 12, 2006, р. 18-20 (0,2 с.а.).
Ирина Влах. Международно- правовое сотрудничество и использование зарубежного опыта в сфере государственной службы. Закон и жизнь, № 2, 2007, р. 22-24 (0,2с.а.).
Ирина Влах. Принципы Конституции, определяющие основания государственной службы Республики Молдова (некоторые теоретические размышления). Закон и жизнь, № 6, 2007, р.21-24 (0,3с.а.).
Ирина Влах. Государственная служба: векторы и технологии её взаимодействия с институтами гражданского общества. «Курсом развивающейся Молдовы», III Российско- Молдавский симпозиум, « Традиции и инновации соционормативной культуре молдован и гагаузов», 2008 год, г. Комрат, р. 89-96.
Ирина Влах. Местная демократия и её реализация. « Курсом развивающейся Молдовы» М. 2009, стр.188-194 Том. 5.
Ирина Влах. «Государственное управление: его структура и сущность (некоторые научно-теоретические аспекты)». Закон и жизнь, стр.16-19.
Ирина Влах. « Государственная служба и государственное управление», Закон и жизнь.
Ирина Влах. «Принципы служебного поведения государственного служащего», Закон и жизнь, октябрь 2009 г., стр. 24-28.
Ирина Влах. «Функции государства и государственного управления», Закон и жизнь, ноябрь 2009 г., стр. 26-28.
Ирина Влах. О концептуальных основах организации государственной службы Республики Молдова: Учебное пособие. 2009. 158 стр.
Ирина Влах. «Роль женщин в политической жизни общества» Республиканская научно-практическая конференция « Femeile din Moldova», Chişinău 2010 стр.36-41, 25.03.2010.
Ирина Влах. «Актуальные аспекты противодействия пыткам в международно- правовых аспектах» , Круглый стол. Комрат, 14 мая 2010 г. «Противодействия к пыткам»
Ирина Влах (автор и составитель). Международное и национальное законодательство по борьбе с пытками. (сборник). Институт демократии. — Комрат: Институт демократии, 2010. 124 стр.
Выборы в Молдове (сборник). Составитель: Ирина Влах; Национальный институт женщин Молдовы «Равноправие», 2010. — 348 стр.
Ирина Влах. « Право женщин на равное участие в политике». Materialele Conferinţei ştiinţifico-practice internaţionale, 17 septembrie 2010, mun.Bălţi-Respectarea drepturilor omului- condiţie principală în edificarea statului de drept în RM- Chişinău — 2010 г., стр. 164—169
Ирина Влах. «Волонтерская деятельность как форма участия молодежи в общественной жизни». Международная научно-практическая конференция «Гражданское общество Молдовы: проблемы и перспективы», организованная 20.01.2011 г. Институт демократии при поддержке Балканского траста демократии — проекта Германского фонда Маршалла (США). г. Комрат, 2011. стр.14-21
Ирина Влах, Владислав Негру «Аспекты взаимоотношений гражданского общества и органов государственной власти». Там же см. выше стр.132-136.
Ирина Влах, Андрей Борщевский «Государственная политика в области защиты прав национальный меньшинств». Республиканская научная конференция «Проблемы истории и права евреев Молдовы» организована институтом иудаки (Молдова) 2 июня 2011 года. Кишинев 2011. Стр. 6-13.
Ирина Влах, Андрей Борщевский «Концепция национальной политика РМ: предпосылка построения толерантного общества». Сборник научных трудов института иудаики. Выпуск 1. Кишинев 2011. Стр.43-50.
Брошюра «Европейская Хартия местного самоуправления». Автор и составитель Влах И., 2011 год, 40 стр.
Ирина Влах, Андрей Борщевский «Государственная политика Молдовы в области сохранения национальной культуры этнических меньшинств (на примере еврейского и гагаузского населения)». Сборник научных трудов института иудаики. Выпуск II. Кишинев 2011. Стр. 41-50.
Ирина Влах. «Женщины в политической жизни: Парламент Молдовы». Республиканская конференция, 17 ноября 2011 года, Кишинев. Стр.4-12.
Ирина Влах, Андрей Борщевский. «Этногосударственная политика в сфере межнациональных отношений (характеристика законодательных актов)». «Диалог культур — культура диалога»: материалы X юбилейной международной научно-практической конференции, Кострома, 5-10 сентября 2011 г. (под ред. Л. Н. Ваулиной. — Кострома; Дармштадт; Минск; Могилев; Познань; Ванадзор: КГУ им. Н. А. Некрасова).